# Black Hawk Down (soundtrack)
Black Hawk Down is de originele soundtrack, gecomponeerd door Hans Zimmer voor de film Black Hawk Down uit 2001 van Ridley Scott. Het album werd op 15 januari 2002 uitgebracht door Decca Records.

## Achtergrond
De originele filmmuziek die Zimmer componeerde voor de film, die van het begin tot het einde afspeelt in Somalië, bestaat voornamelijk uit rock, etnische muziek en elektronische muziek. De zang in de filmmuziek werd gezongen door Baaba Maal, Rachid Taha, Denez Prigent, Lisa Gerrard en Joe Strummer. Tijdens het maken van de soundtrack, noemde de muzikanten zich The Bhd Band. Het bekende thema uit de film, is het nummer "Leave No Man Behind". Additionele muziek werd gecomponeerd door Heitor Pereira, Martin Tillman en Craig Eastman.
In de film werden de nummers "Suspicious Minds" en "(You're the) Devil in Disguise" van Elvis Presley en "Voodoo Child" van Jimi Hendrix gebruikt, maar zijn niet opgenomen in de tracklist van de soundtrackalbum.

## Musici
- Michael Brook - Gitaar
- Craig Eastman - Draailier, Mandoline, Viool
- Michael Fisher - Percussie
- John Fitzgerald - Percussie
- Walt Fowler - Trompet
- Brian Kilgore - Percussie
- Samantha Maloney - Drums
- Heitor Pereira - Gitaar, Gimbri
- Satnam Ramgotra - Percussie
- Ali Tavalali - Percussie
- Martin Tillman - Cello
- Mel Wesson - Ambient Music Design
- Hans Zimmer - Synthesizer

## Nummers
De muziek is gecomponeerd door Hans Zimmer, tenzij anders vermeld.
| Nr. | Titel               | Artiest(en)                   | Geschreven                  | Duur |
| --- | ------------------- | ----------------------------- | --------------------------- | ---- |
| 1   | Hunger              | Baaba Maal                    |                             | 6:35 |
| 2   | Barra Barra         | Rachid Taha                   | Rachid Taha & Steve Hillage | 5:47 |
| 3   | Vale of Plenty      |                               |                             | 2:27 |
| 4   | Chant               |                               |                             | 2:33 |
| 5   | Still               |                               |                             | 4:48 |
| 6   | Mogadishu Blues     |                               |                             | 2:53 |
| 7   | Synchrotone         |                               |                             | 8:55 |
| 8   | Bakara              |                               |                             | 3:12 |
| 9   | Of the Earth        |                               |                             | 2:19 |
| 10  | Ashes to Ashes      |                               |                             | 4:43 |
| 11  | Gortoz a Ran        | Denez Prigent & Lisa Gerrard  | Denez Prigent               | 5:51 |
| 12  | Tribal War          |                               |                             | 2:39 |
| 13  | Leave No Man Behind |                               |                             | 6:18 |
| 14  | Minstrel Boy        | Joe Strummer & the Mescaleros |                             | 5:42 |
| 15  | Still Reprise       |                               |                             | 2:12 |

## Hitnoteringen

### NPO Klassiek Filmmuziek Top 200
| Black Hawk Down in de NPO Klassiek Filmmuziek Top 200 | Black Hawk Down in de NPO Klassiek Filmmuziek Top 200 |
| Jaar                                                  | 2024                                                  |
| ----------------------------------------------------- | ----------------------------------------------------- |
| Positie                                               | 188                                                   |